# Mary Randolph
Mary Randolph (Ampthill, 9 agosto 1762 – Washington, 23 gennaio 1828) è stata una scrittrice statunitense di libri di gastronomia, ricordata per aver scritto The Virginia Housewife  (1824), uno dei più influenti libri di cucina e faccende domestiche del XIX secolo.

## Biografia

### Gioventù e vita a Richmond
Mary Randolph nacque il 9 agosto 1762 ad Ampthill, nella contea di Chesterfield, nella Virginia, e crebbe a Tuckahoe Plantation, nella Virginia, ove studiò da privatista sin da quando era bambina. Nel 1978, la famiglia di Randolph si trasferì a Richmond; qui, la futura scrittrice fece costruire una casa soprannominata "Moldavia" (una combinazione di "Molly", il nome con cui lei si faceva chiamare, e "David", che era il nome del marito) e divenne una rinomata donna dell'alta società. Nel 1807, Mary Randolph aprì una pensione a Cary Street, a Richmond, che, stando a quanto riportava la Virginia Gazette, era fatta "per signore e signore, disponeva di camere confortevoli e di una stalla ben fornita per pochi cavalli". David si trovava in Inghilterra durante i censimenti del 1810, e tali documenti riportano che la donna era una capo-famiglia di Richmond con nove schiavi al suo servizio.

### The Virginia Housewife
Nel 1819, Mary Randolph e il marito David abbandonarono la loro pensione e andarono a vivere con il figlio William Beverly Randolph a Washington. Qui, la Randolph terminò il suo libro di cucina The Virginia Housewife, pubblicato nel 1824. L'opera, considerata il primo libro di cucina regionale degli Stati Uniti, venne stampata in molte edizioni, ed esercitò un'influenza determinante sulla cucina americana.

### Ultimi anni e morte
Randolph trascorse gli ultimi anni della sua vita a prendersi cura di suo figlio Burwell Starke Randolph, divenuto invalido mentre prestava servizio nella Marina. Mary Randolph morì nel 1828, all'età di sessantacinque anni, e fu la prima persona ad essere sepolta in quello che oggi prende il nome di Cimitero nazionale di Arlington, che era un tempo parte dell'antica piantagione di Arlington, appartenuta a George Washington Parke Custis, figliastro di George Washington e padre di Mary Anna Custis Lee, che era a sua volta moglie di Robert Edward Lee.

### Dopo la morte
Nel 1999 lo stato della Virginia eresse un monumento storico in onore di Randolph vicino al luogo della sua nascita, nella contea di Chesterfield.
Nel 2009 la Biblioteca della Virginia classificò Mary Randolph fra le Virginia Women in History.

## Vita privata

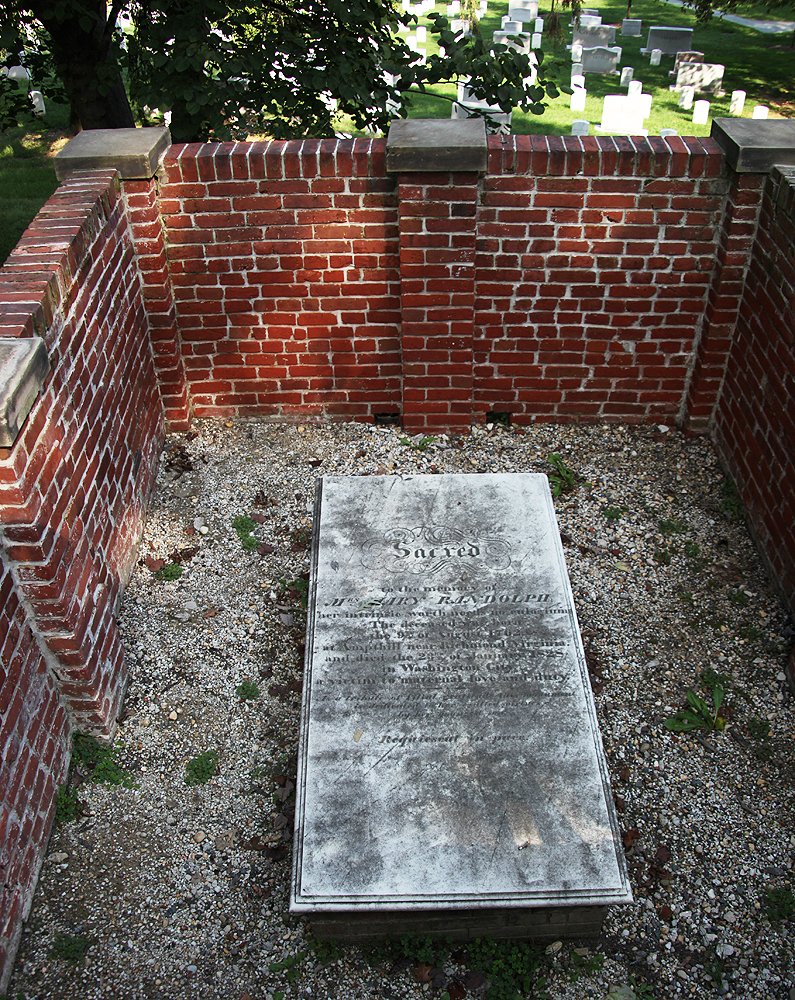
Tomba di Mary Randolph nel Cimitero di Arlington

Mary Randolph faceva parte di una delle più facoltose e influenti famiglie dello stato della Virginia. Suo padre Thomas Mann Randolph Sr. (1741–1794) era un lontano cugino di Thomas Jefferson, e partecipò alle assemblee tenute nella House of Burgesses della Virginia fra il 1775 e il 1776. Invece, Anne Cary Randolph (1745–1789) era la figlia di Archibald Cary, un importante piantatore della Virginia, nipote di Jane Bolling Randolph, autrice di un manoscritto di cucina nel 1743, e discendente di Pocahontas e John Rolfe da parte della madre Mary (la pronipote di John Boiling e una lontana parente di Jane Rolfe).
All'età di diciotto anni, Randolph sposò suo cugino David Meade Randolph (1760–1830), un ufficiale che partecipò alla rivoluzione americana e che era un coltivatore di tabacco. Intorno al 1795 il presidente George Washington nominò David Randolph maresciallo della Virginia. Mary e David vissero inizialmente a Presquile, una piantagione di tre chilometri quadrati che faceva parte della vasta proprietà della famiglia Randolph nella contea di Chesterfield, in Virginia. I due ebbero otto figli, quattro dei quali sopravvissero fino all'età adulta.
Mary Randolph era la primogenita di 13 fratelli. Uno di essi, Thomas Mann Randolph Jr., sposò Martha Jefferson Randolph (figlia di Thomas Jefferson) e divenne un membro del Congresso e governatore della Virginia. La sorella Virginia Randolph Cary era una nota saggista. Un'altra di nome Harriet sposò Richard Shippey Hackley, che divenne console degli Stati Uniti; la coppia andò a vivere a Cadice, in Spagna. Probabilmente fu lei a consigliare a Mary di inserire delle ricette spagnole nel Virginia House-Wife. Ann Cary "Nancy" Randolph era la moglie di Gouverneur Morris e la madre di Gouverneur Morris Jr. Ann fu coinvolta in uno scandalo che coinvolse suo cognato e lontano cugino, Richard Randolph di Bizarre, accusato di "aver ucciso in modo criminale un bambino che pare essere nato da Nancy [Ann] Randolph."

## Opere
- 1824 – The Virginia Housewife